# Clara Martínez Alberola
Clara Martínez Alberola (València, 1963) és la cap de gabinet del president de la Comissió Europea, Jean-Claude Juncker, en substitució de l'alemany Martin Selmayr.